# Hincó-patak
A Hincó-patak (szlovákul Hincov potok, lengyelül Hińczowy Potok) a Magas-Tátra Menguszfalvi-völgyében, az 1940 m tengerszint feletti magasságban fekvő Nagy-Hincó-tó lefolyásaként eredő és a Poprád folyó egyik forrásaként számon tartott patak.

## Folyása
Medre déli-délkeleti irányban halad a Menguszfalvi-völgyben, miközben jobbról felveszi a Kis-Hincó-tó környékén eredő Sátán-patak, majd 1541 m tengerszint feletti magasságban balról a Békás-tó lefolyásaként eredő Békás-patak vizét. A forráshelyétől mért 4,9 km megtétele után 1303 m magasságban egyesül a Krupa-patakkal, létrehozva ezáltal a Poprádot.

## Fordítás
- Ez a szócikk részben vagy egészben a Hincov potok című szlovák Wikipédia-szócikk ezen változatának fordításán alapul.  Az eredeti cikk szerkesztőit annak laptörténete sorolja fel. Ez a jelzés csupán a megfogalmazás eredetét és a szerzői jogokat jelzi, nem szolgál a cikkben szereplő információk forrásmegjelöléseként.